# Zhuaying
Zhuaying (kinesiska: 爪营, 爪营乡) är en socken i Kina. Den ligger i provinsen Henan, i den centrala delen av landet, omkring 110 kilometer öster om provinshuvudstaden Zhengzhou. Antalet invånare är 28 206. Befolkningen består av 14 911 kvinnor och 13 295 män. Barn under 15 år utgör 28,0 %, vuxna 15-64 år 61 %, och äldre över 65 år 9,0 %.
Genomsnittlig årsnederbörd är 702 millimeter. Den regnigaste månaden är juli, med i genomsnitt 190 mm nederbörd, och den torraste är januari, med 5 mm nederbörd.